# Lista över svenska mästare i backhoppning
Det här är en lista över svenska mästare i backhoppning, sedan första tävlingen 1910 till och med 2025.
2019 samt 2021–2024 kunde inga mästerskapstävlingar under vintertid genomföras på grund av snöbrist och arrangörsproblem, därför har istället vinnaren av mästerskapen på plast under sommarhalvåret listats som årets mästare.
Stor backe klassas som backe med kritisk punkt på över 105 meter. Normal backe har en kritisk punkt på mellan 80 och 104 meter.

## Herrar

### Normalbacke
Sedan mitten av 2010-talet har de enda funktionsdugliga normalbackarna i Sverige varit K-90 backarna i Falun och Paradiskullen i Örnsköldsvik. Historiskt har dock tävlingar avgjorts på Bolleberget i Bollnäs, Hallstabacken i Sollefteå, Dundretkullen i Gällivare, Staffsåsen i Hede, Kullerberget i Charlottenberg samt Källviken i Falun.
Det finns planer på att bygga ut nya normalbackar i Sollentuna och renovera normalbacken i Hede.
| Namn | Namn                    | Klubb             | Kommun       | Landskap      |
| ---- | ----------------------- | ----------------- | ------------ | ------------- |
| 1910 | Ejnar Olsson            | Djurgårdens IF    | Stockholm    | Uppland       |
| 1911 | Ejnar Olsson            | Djurgårdens IF    | Stockholm    | Uppland       |
| 1912 | Birger von der Burg     | IFK Stockholm     | Stockholm    | Uppland       |
| 1913 | Nils Lind               | Djurgårdens IF    | Stockholm    | Uppland       |
| 1914 | Ejnar Olsson            | Djurgårdens IF    | Stockholm    | Uppland       |
| 1915 | Ejnar Olsson            | Djurgårdens IF    | Stockholm    | Uppland       |
| 1916 | Ejnar Olsson            | Djurgårdens IF    | Stockholm    | Uppland       |
| 1917 | Menotti Jacobsson       | Djurgårdens IF    | Stockholm    | Uppland       |
| 1918 | Nils Lind               | Djurgårdens IF    | Stockholm    | Uppland       |
| 1919 | Nils Lind               | Djurgårdens IF    | Stockholm    | Uppland       |
| 1920 | Bertil Ahnlund          | Gävle IF          | Gävle        | Gästrikland   |
| 1921 | Menotti Jacobsson       | Djurgårdens IF    | Stockholm    | Uppland       |
| 1922 | Axel Herman Nilsson     | Djurgårdens IF    | Stockholm    | Uppland       |
| 1923 | Axel Herman Nilsson     | Djurgårdens IF    | Stockholm    | Uppland       |
| 1924 | Axel Herman Nilsson     | Djurgårdens IF    | Stockholm    | Uppland       |
| 1925 | Karl Edfast             | Luleå SK          | Luleå        | Norrbotten    |
| 1926 | Viktor Dahlén           | Luleå SK          | Luleå        | Norrbotten    |
| 1927 | Tore Edman              | Arvika IS         | Arvika       | Värmland      |
| 1928 | Sven Eriksson           | Selångers SK      | Sundsvall    | Medelpad      |
| 1929 | Sven Olof Lundgren      | IF Friska Viljor  | Örnsköldsvik | Ångermanland  |
| 1930 | Holger Schön            | Djurgårdens IF    | Stockholm    | Uppland       |
| 1931 | Sven Eriksson           | Selångers SK      | Sundsvall    | Medelpad      |
| 1932 | Pelle Hennix            | Djurgårdens IF    | Stockholm    | Uppland       |
| 1933 | Sven Eriksson           | Selångers SK      | Sundsvall    | Medelpad      |
| 1934 | Holger Schön            | Djurgårdens IF    | Stockholm    | Uppland       |
| 1935 | Sven Eriksson           | Selångers SK      | Sundsvall    | Medelpad      |
| 1936 | Sven Eriksson           | Selångers SK      | Sundsvall    | Medelpad      |
| 1937 | Gösta Berggren          | Bodens BK         | Boden        | Norrbotten    |
| 1938 | Sven Eriksson           | IF Friska Viljor  | Örnsköldsvik | Ångermanland  |
| 1939 | Sven Selånger           | IF Friska Viljor  | Örnsköldsvik | Ångermanland  |
| 1940 | Erik Lindström          | IF Friska Viljor  | Örnsköldsvik | Ångermanland  |
| 1941 | Sven Selånger           | IF Friska Viljor  | Örnsköldsvik | Ångermanland  |
| 1942 | Nils Lund               | IF Friska Viljor  | Örnsköldsvik | Ångermanland  |
| 1943 | Erik Lindström          | IF Friska Viljor  | Örnsköldsvik | Ångermanland  |
| 1944 | Erik Lindström          | IF Friska Viljor  | Örnsköldsvik | Ångermanland  |
| 1945 | Erik Lindström          | IF Friska Viljor  | Örnsköldsvik | Ångermanland  |
| 1946 | Nils Lund               | IF Friska Viljor  | Örnsköldsvik | Ångermanland  |
| 1947 | Thure Lindgren          | IF Friska Viljor  | Örnsköldsvik | Ångermanland  |
| 1948 | Nils Lund               | IF Friska Viljor  | Örnsköldsvik | Ångermanland  |
| 1949 | Evert Karlsson          | IF Friska Viljor  | Örnsköldsvik | Ångermanland  |
| 1950 | Nils Lund               | IF Friska Viljor  | Örnsköldsvik | Ångermanland  |
| 1951 | Bror Östman             | IF Friska Viljor  | Örnsköldsvik | Ångermanland  |
| 1952 | Karl Holmström          | IFK Kiruna        | Kiruna       | Lappland      |
| 1953 | Bror Östman             | IF Friska Viljof  | Örnsköldsvik | Ångermanland  |
| 1954 | Erling Erlandsson       | Arvika IS         | Arvika       | Värmland      |
| 1955 | Bror Östman             | IF Friska Viljor  | Örnsköldsvik | Ångermanland  |
| 1956 | Bror Östman             | IF Friska Viljor  | Örnsköldsvik | Ångermanland  |
| 1957 | Folke Mikaelsson        | Djurgårdens IF    | Stockholm    | Uppland       |
| 1958 | Bengt Eriksson          | IF Friska Viljor  | Örnsköldsvik | Ångermanland  |
| 1959 | Inge Lindqvist          | Köla AIK          | Eda          | Värmland      |
| 1960 | Bengt Eriksson          | IF Friska Viljor  | Örnsköldsvik | Ångermanland  |
| 1961 | Harry Bergqvist         | Kubikenborgs IF   | Sundsvall    | Medelpad      |
| 1962 | Kjell Sjöberg           | IF Friska Viljor  | Örnsköldsvik | Ångermanland  |
| 1963 | Kurt Elimä              | Malmbergets AIF   | Gällivare    | Lappland      |
| 1964 | Kurt Elimä              | Malmbergets AIF   | Gällivare    | Lappland      |
| 1965 | Kurt Elimä              | Malmbergets AIF   | Gällivare    | Lappland      |
| 1966 | Kjell Sjöberg           | IF Friska Viljor  | Örnsköldsvik | Ångermanland  |
| 1967 | Kurt Elimä              | IFK Kiruna        | Kiruna       | Lappland      |
| 1968 | Tord Karlsson           | IFK Kiruna        | Kiruna       | Lappland      |
| 1969 | Kurt Elimä              | IFK Kiruna        | Kiruna       | Lappland      |
| 1970 | Tommy Karlsson          | Djurgårdens IF    | Stockholm    | Uppland       |
| 1971 | Karl-Erik Johansson     | IF Örnen          | Eda          | Värmland      |
| 1972 | Rolf Nordgren           | Bollnäs GIF       | Bollnäs      | Hälsingland   |
| 1973 | Rolf Nordgren           | Bollnäs GIF       | Bollnäs      | Hälsingland   |
| 1974 | Rolf Nordgren           | Bollnäs GIF       | Bollnäs      | Hälsingland   |
| 1975 | Anders Lundqvist        | IF Friska Viljor  | Örnsköldsvik | Ångermanland  |
| 1976 | Odd Brandsegg           | Njurunda IK       | Sundsvall    | Medelpad      |
| 1977 | Odd Brandsegg           | Njurunda IK       | Sundsvall    | Medelpad      |
| 1978 | Lennart Elimä           | Koskullskulle AIF | Gällivare    | Lappland      |
| 1979 | Christer Karlsson       | Djurgårdens IF    | Stockholm    | Uppland       |
| 1980 | Christer Karlsson       | Djurgårdens IF    | Stockholm    | Uppland       |
| 1981 | Per Balkåsen            | Holmens IF        | Falun        | Dalarna       |
| 1982 | Seppo Toivionen         | Njurunda IK       | Sundsvall    | Medelpad      |
| 1983 | Thomas Jernkrok         | IFK Borås         | Borås        | Västergötland |
| 1984 | Anders Daun             | Holmens IF        | Falun        | Dalarna       |
| 1985 | Jan Boklöv              | Koskullskulle AIF | Gällivare    | Lappland      |
| 1986 | Jan Boklöv              | Koskullskulle AIF | Gällivare    | Lappland      |
| 1987 | Jan Boklöv              | Koskullskulle AIF | Gällivare    | Lappland      |
| 1988 | Staffan Tällberg        | Bollnäs GIF       | Bollnäs      | Hälsingland   |
| 1989 | Jan Boklöv              | Koskullskulle AIF | Gällivare    | Lappland      |
| 1990 | Staffan Tällberg        | Bollnäs GIF       | Bollnäs      | Hälsingland   |
| 1991 | Mikael Martinsson       | Koskullskulle AIF | Gällivare    | Lappland      |
| 1992 | Mikael Martinsson       | Koskullskulle AIF | Gällivare    | Lappland      |
| 1993 | Mikael Martinsson       | Koskullskulle AIF | Gällivare    | Lappland      |
| 1994 | Mikael Martinsson       | Koskullskulle AIF | Gällivare    | Lappland      |
| 1995 | Johan Rasmussen         | IF Friska Viljor  | Örnsköldsvik | Ångermanland  |
| 1996 | Fredrik Johansson       | IF Friska Viljor  | Örnsköldsvik | Ångermanland  |
| 1997 | Fredrik Johansson       | IF Friska Viljor  | Örnsköldsvik | Ångermanland  |
| 1998 | Jonas Westberg          | IF Friska Viljor  | Örnsköldsvik | Ångermanland  |
| 1999 | Kristoffer Jåfs         | Husums IF         | Örnsköldsvik | Ångermanland  |
| 2000 | Kristoffer Jåfs         | IF Friska Viljor  | Örnsköldsvik | Ångermanland  |
| 2001 | Kristoffer Jåfs         | IF Friska Viljor  | Örnsköldsvik | Ångermanland  |
| 2002 | Krisotffer Jåfs         | IF Friska Viljor  | Örnsköldsvik | Ångermanland  |
| 2003 | Johan Erikson           | Holmens IF        | Falun        | Dalarna       |
| 2004 | Johan Erikson           | Holmens IF        | Falun        | Dalarna       |
| 2005 | Isak Grimholm           | IF Friska Viljor  | Örnsköldsvik | Ångermanland  |
| 2006 | Jakob Grimholm          | IF Friska Viljor  | Örnsköldsvik | Ångermanland  |
| 2007 | Isak Grimholm           | IF Friska Viljor  | Örnsköldsvik | Ångermanland  |
| 2008 | Andreas Arén            | Holmens IF        | Falun        | Dalarna       |
| 2009 | Andreas Arén            | Holmens IF        | Falun        | Dalarna       |
| 2010 | Carl Nordin             | IF Friska Viljor  | Örnsköldsvik | Ångermanland  |
| 2011 | Fredrik Balkåsen        | Holmens IF        | Falun        | Ångermanland  |
| 2012 | Alexander Mitz          | Holmens IF        | Borlänge     | Dalarna       |
| 2013 | Carl Nordin             | IF Friska Viljor  | Örnsköldsvik | Ångermanland  |
| 2014 | Carl Nordin             | IF Friska Viljor  | Örnsköldsvik | Ångermanland  |
| 2015 | Christian Inngjerdingen | Holmens IF        | Falun/Oslo   | Dalarna       |
| 2016 | Carl Nordin             | IF Friska Viljor  | Örnsköldsvik | Ångermanland  |
| 2017 | Christian Inngjerdingen | Holmens IF        | Falun/Oslo   | Dalarna       |
| 2018 | Josef Larsson           | Holmens IF        | Falun        | Dalarna       |
| 2019 | Tobias Fröier           | IF Friska Viljor  | Örnsköldsvik | Ångermanland  |
| 2020 | Jonathan Svedberg       | Sollentuna BHK    | Sollentuna   | Uppland       |
| 2021 | Tobias Fröier           | IF Friska Viljor  | Örnsköldsvik | Ångermanland  |
| 2022 | Jonathan Svedberg       | Sollentuna BHK    | Sollentuna   | Uppland       |
| 2023 | Rickard Nyström         | Sollentuna BHK    | Sollentuna   | Uppland       |
| 2024 | Tobias Fröier           | IF Friska Viljor  | Örnsköldsvik | Ångermanland  |
| 2025 | Okänd                   | Okänd             | Okänd        | Okänd         |

### Stor backe
Sedan 2018 har inga SM-tävlingar avgjorts i stor backe. I Sverige finns bara två storbackar. K-120 backen på Lugnet i Falun och K-108 backen på Hallstaberget i Sollefteå. Ingen av dem har varit i tävlingsdugligt skick sedan 2019. Med Världsmästerskapen i nordisk skidsport 2027, där backhoppningen skall avgöras i Faluns storbacke finns dock hopp om framtida SM-tävlingar i stor backe där.
| Namn | Namn              | Klubb             | Kommun       | Landskap      |
| ---- | ----------------- | ----------------- | ------------ | ------------- |
| 1974 | Tommy Karlsson    | SK Skade          | Stockholm    | Uppland       |
| 1975 | Rolf Nordgren     | Bollnäs GIF       | Bollnäs      | Hälsingland   |
| 1976 | Esa Matilla       | Göteborgs SK      | Göteborg     | Västergötland |
| 1977 | Odd Brandsegg     | Njurunda IK       | Sundsvall    | Medelpad      |
| 1978 | Seppo Reijonen    | Holmens IF        | Falun        | Dalarna       |
| 1979 | Jan Holmlund      | Koskullskulle AIF | Gällivare    | Lappland      |
| 1980 | Jan Holmlund      | Koskullskulle AIF | Gällivare    | Lappland      |
| 1981 | Seppo Toivionen   | Njurunda IK       | Sundsvall    | Medelpad      |
| 1982 | Seppo Toivionen   | Njurunda IK       | Sundsvall    | Medelpad      |
| 1983 | Christer Bratt    | Trollhättans SOK  | Trollhättan  | Västergötland |
| 1984 | Olof Andersson    | Bollnäs GIF       | Bollnäs      | Hälsingland   |
| 1985 | Pär-Inge Tällberg | Bollnäs GIF       | Bollnäs      | Hälsingland   |
| 1986 | Jan Boklöv        | Koskullskulle AIF | Gällivare    | Lappland      |
| 1987 | Tomas Nordgren    | IF Friska Viljor  | Örnsköldsvik | Ångermanland  |
| 1988 | Jan Boklöv        | Koskullskulle AIF | Gällivare    | Lappland      |
| 1989 | Jan Boklöv        | Koskullskulle AIF | Gällivare    | Lappland      |
| 1990 | Jan Boklöv        | Koskullskulle AIF | Gällivare    | Lappland      |
| 1991 | Mikael Martinsson | Koskullskulle AIF | Gällivare    | Lappland      |
| 1992 | Mikael Martinsson | Koskullskulle AIF | Gällivare    | Lappland      |
| 1993 | Mikael Martinsson | Koskullskulle AIF | Gällivare    | Lappland      |
| 1994 | Mikael Martinsson | Koskullskulle AIF | Gällivare    | Lappland      |
| 1995 | Mikael Martinsson | Koskullskulle AIF | Gällivare    | Lappland      |
| 1996 | Richard Fröier    | IF Friska Viljor  | Örnsköldsvik | Ångermanland  |
| 1997 | Jan Halvardsson   | Sysslebäcks IF    | Torsby       | Värmland      |
| 1998 | Richard Fröier    | IF Friska Viljor  | Örnsköldsvik | Ångermanland  |
| 1999 | Kristoffer Jåfs   | Husums IF         | Örnsköldsvik | Ångermanland  |
| 2000 | Kristoffer Jåfs   | Husums IF         | Örnsköldsvik | Ångermanland  |
| 2001 | Kristoffer Jåfs   | Husums IF         | Örnsköldsvik | Ångermanland  |
| 2002 | Kristoffer Jåfs   | Husums IF         | Örnsköldsvik | Ångermanland  |
| 2003 | Johan Erikson     | Holmens IF        | Falun        | Dalarna       |
| 2004 | Johan Erikson     | Holmens IF        | Falun        | Dalarna       |
| 2005 | Johan Erikson     | Holmens IF        | Falun        | Dalarna       |
| 2006 | Johan Erikson     | Holmens IF        | Falun        | Dalarna       |
| 2007 | Isak Grimholm     | IF Friska Viljor  | Örnsköldsvik | Ångermanland  |
| 2008 | inställt          | inställt          | inställt     | inställt      |
| 2009 | Andreas Arén      | Holmens IF        | Falun        | Dalarna       |
| 2010 | Isak Grimholm     | IF Friska Viljor  | Örnsköldsvik | Ångermanland  |
| 2011 | Fredrik Balkåsen  | Holmens IF        | Falun        | Dalarna       |
| 2012 | Carl Nordin       | IF Friska Viljor  | Örnsköldsvik | Ångermanland  |
| 2013 | Alexander Mitz    | Holmens IF        | Borlänge     | Dalarna       |
| 2014 | Carl Nordin       | IF Friska Viljor  | Örnsköldsvik | Ångermanland  |
| 2015 | Carl Nordin       | IF Friska Viljor  | Örnsköldsvik | Ångermanland  |
| 2016 | Carl Nordin       | IF Friska Viljor  | Örnsköldsvik | Ångermanland  |
| 2017 | inställt          | inställt          | inställt     | inställt      |
| 2018 | Simon Eklund      | Holmens IF        | Falun        | Dalarna       |

## Damer
Följande är en lista över nationella dammästare i backhoppning. Inga resultat finns registrerade mellan 2004 och 2008, 2008 och 2017 samt 2018 tills vidare. Samtliga damtävlingar har gått i normal backe.
| Namn | Namn           | Klubb            | Kommun       | Landskap      |
| ---- | -------------- | ---------------- | ------------ | ------------- |
| 1997 | Helena Olsson  | Sysslebäcks IF   | Torsby       | Värmland      |
| 1998 | Helena Olsson  | Sysslebäcks IF   | Torsby       | Värmland      |
| 1999 | Helena Olsson  | Sysslebäcks IF   | Torsby       | Värmland      |
| 2000 | Helena Olsson  | Sysslebäcks IF   | Torsby       | Värmland      |
| 2001 | Helena Olsson  | Sysslebäcks IF   | Torsby       | Värmland      |
| 2002 | Helena Olsson  | Sysslebäcks IF   | Torsby       | Värmland      |
| 2003 | Helena Olsson  | Sysslebäcks IF   | Torsby       | Värmland      |
| 2004 | Anna Halonen   | IFK Borås        | Borås        | Västergötland |
| 2008 | Madelene Fritz | Holmens IF       | Falun        | Dalarna       |
| 2017 | Frida Westman  | IF Friska Viljor | Örnsköldsvik | Ångermanland  |
| 2018 | Astrid Moberg  | IF Friska Viljor | Örnsköldsvik | Ångermanland  |